# Jan Sova (technik)
Jan Sova (* 27. června 1985 Kutná Hora) je český elektrotechnik, manažer a spoluzakladatel firmy Workswell. V roce 2010 absolvoval inženýrské studium na elektrotechnické fakultě ČVUT, obor Měření a kybernetika.

## Přehled činnosti
Firmu Workswell založil v roce 2010 jako student na katedře měření ČVUT FEL se spolužákem Janem Kovářem z katedry řídící techniky, později se k nim přidal spolužák Adam Švestka.
 Firma Workswell vyrábí stacionární termokamery WIC, termovizní NDT systém ThermoInspector a termovizní systém pro drony Workswell WIRIS. Distribuuje produkty světových značek v oboru jako FLIR Systems, Keller, Pleora Technologies atd.
V roce 2016 spolupracoval s Enterprise Europe Network na zvýšení inovační kapacity firmy. a v roce 2018 Workswell vyváží do 30 zemí a mezi zákazníky patří univerzitní laboratoře MIT, Oxford, výrobní firmy Bosch, Škoda Transportation atd.
Od roku 2015 vyvíjel produkt na měření dopadu sucha na rostliny (zemědělské sucho) a v roce 2018 se Workswell WIRIS Agro dostal do finále soutěžč Vizionáři firmy CzechInno.